# Donald Arthur Glaser
Donald Arthur Glaser (21. září 1926, Cleveland, Ohio – 28. února 2013, Berkeley, Kalifornie) byl americký fyzik a neurobiolog. Proslavil se zejména vynálezem bublinkové komory, za což obdržel v roce 1960 Nobelovu cenu za fyziku.